# Lars Grözinger
Lars Grözinger (* 11. Juni 1993 in Stuttgart) ist ein deutscher Eishockeyspieler, der seit der Saison 2020/21 für den ECDC Memmingen in der Eishockey-Oberliga spielt.

## Karriere
In seiner Jugend spielte Grözinger bei verschiedenen Vereinen, wie dem SC Bietigheim-Bissingen, den Roten Teufeln Bad Nauheim, den Jungadlern Mannheim, wie auch beim Krefelder EV. Bei den Jungadlern Mannheim konnte er in den Jahren 2009 und 2010 zwei DNL-Titel feiern und in der Saison 2010/11 wurde er gleichauf mit Daniel Fischbuch und Christian Kretschmann Torschützenkönig in der DNL.
Der gebürtige Stuttgarter hat vor seinem Wechsel in die 2. Eishockey-Bundesliga zu den Eispiraten Crimmitschau in der DNL für Krefeld gespielt und in seinem dritten DNL-Jahr in 36 Spielen für den KEV beachtliche 29 Tore erzielt und weitere 31 Treffer vorbereitet. Bei den Eispiraten bestritt er 96 Bundesliga-Spiele in den Spielzeiten 2011/12 und 2012/13. Dabei gelangen ihm sieben Tore und zwölf Vorlagen.
Zur Saison 2013/14 wechselte Grözinger zu den Füchsen Duisburg in die Eishockey-Oberliga und war in dieser Zeit eine feste Größe in dieser Mannschaft. Zum Saisonende der Saison 2017/18 wechselte Grözinger zu den Moskitos Essen. Während der Saison 2019/20 wechselte er innerhalb der Liga zum Herner EV. Zur Saison 2020/21 wechselte Grözinger zunächst in die Bayernliga zum ESC Kempten und anschließend zum ECDC Memmingen zurück in die Oberliga.

### International
Grözinger war 2011 mit 17 Jahren neben Tobias Rieder, Daniel Fischbuch und Leo Pföderl Teilnehmer und Scorer (ein Tor und zwei Assists) bei der U18-Junioren-Weltmeisterschaft 2011 im April 2011 und belegte mit der deutschen Mannschaft den sechsten Platz.

## Karrierestatistik
(Legende zur Spielerstatistik: Sp oder GP = absolvierte Spiele; T oder G = erzielte Tore; V oder A = erzielte Assists; Pkt oder Pts = erzielte Scorerpunkte; SM oder PIM = erhaltene Strafminuten; +/− = Plus/Minus-Bilanz; PP = erzielte Überzahltore; SH = erzielte Unterzahltore; GW = erzielte Siegtore; 1 Play-downs/Relegation; Kursiv: Statistik nicht vollständig)